# Tutmosis I
Tutmosis I fou el tercer faraó de la dinastia XVIII. Va regnar des d'una data propera al 1500 aC fins al 1490 aC.
No se sap si era de la família reial; se sap que era un oficial d'origen alt, però probablement no dinàstic. Era fill de Semiseneb i es va casar amb Amosis, que se suposa que era una germana o germanastra d'Amenofis I i filla d'Amosis (si la mare era la reina Amosis-Nefertari no està comprovat). Aquesta Amosis va portar el títol d'esposa d'Amon encara en vida del pare, però ja morta la seva àvia. Sota Amenofis, no hi ha dubte que va exercir importants càrrecs militars.
El seu nom persona volia dir 'Nascut del déu Toth' (en egipci, el nom era Djehutymes). El seu nom de tron fou Akheperkare. El nom d'Horus fou Kanakhtenre; el Nebti Dwaitemkhakhaw i l'Horus d'or Djuipedjet.
Va arribar al tron a una certa edat i no va regnar gaires anys (entre 10 i 12), però va fer en aquest temps algunes campanyes militars: una a Núbia que va arribar fins a la tercera cascada del Nil i que va tenir força èxit; Tutmosis va derrotar el rei enemic en un combat cos a cos i va retornar a la seva capital amb el cos del rei derrotat. Va penetrar a Síria i va arribar fins a l'Eufrates.
A la seva estela a Abidos, explica la construcció d'edificis, l'ampliació del temple d'Amon a Karnak i altres obres del faraó a Elefantina, Armant, Ombos, Al-Hiba, Memfis i probablement a Edfú. A Núbia, on encara era virrei Turi, també va deixar nombrosos monuments, i és possible que algun fos construït prop de la quarta cascada. Ruïnes de monuments es troben a Semna, Buhen, Aniba, Quban i Qasr Ibrim, si bé molts són petites construccions o afegits a construccions anteriors. El seu nom apareix esmentat al temple del Sinaí, a Serabit al-Khadim.
La successió li va venir per la reina secundària Mutnofret (Mutnefert), que era germana de la seva dona principal Amosis, i filla d'Amosis. Mutnofret fou la mare de Tutmosis II. La seva dona principal, Amosis, li va donar una filla de nom Hatshepsut, que fou una personalitat molt important i reina, i una altra filla de nom Nefrubity.
Tutmosis I fou enterrat a la vall dels Reis, possiblement en dues tombes diferents, primer a la KV20, preparada per a ell i la seva filla Hatshepsut (tenia dos sarcòfags amb els seus noms) i la segona la KV38, on Victor Loret el 1899 també va trobar un sarcòfag amb el nom del rei. És possible que hi hagués hagut moviment de cossos en temps de Tutmosis III. Les seves restes foren trobades a Deir el-Bahari.